# Ромбчин (Вонґровецький повіт)
Ромбчин (пол. Rąbczyn, нім. Rombschin) — село в Польщі, у гміні Вонґровець Вонґровецького повіту Великопольського воєводства.
Населення — 742 особи (2011).
У 1975-1998 роках село належало до Пільського воєводства.

## Демографія
Демографічна структура станом на 31 березня 2011 року:
|          | Загалом | Допрацездатний вік | Працездатний вік | Постпрацездатний вік |
| -------- | ------- | ------------------ | ---------------- | -------------------- |
| Чоловіки | 393     | 110                | 256              | 27                   |
| Жінки    | 349     | 95                 | 196              | 58                   |
| Разом    | 742     | 205                | 452              | 85                   |